# Эрленмос
Эрленмос (нем. Erlenmoos) — община в Германии, в земле Баден-Вюртемберг. 
Подчиняется административному округу Тюбинген. Входит в состав района Биберах.  Население составляет 1657 человек (на 31 декабря 2010 года). Занимает площадь 24,26 км².